# Países Baixos nos Jogos Olímpicos de Verão de 1996
Os Países Baixos participaram dos Jogos Olímpicos de Verão de 1996 em Atlanta, Estados Unidos.
Na sua vigésima primeira participação nos Jogos Olímpicos de Verão, os Países Baixos terminaram na décima quinta colocação no quadro final de medalhas.